# لورينزو كليمونس
لورينزو كليمونس (بالإنجليزية: Lorenzo Clemons)‏ مواليد 13 نوفمبر 1946 في برمنغهام، الولايات المتحدة، هو ممثل أمريكي بدأ مسيرته الفنية سنة 1979.

## الأعمال
- طبعة مبكرة
- باربرشوب
- إي آر

## روابط خارجية
- لورينزو كليمونس على موقع IMDb (الإنجليزية)
- لورينزو كليمونس على موقع قاعدة بيانات الفيلم (الإنجليزية)